# Smart Lighting
Als Smart Lighting (deutsch Intelligente Beleuchtung) werden im europäischen Raum vernetzte Beleuchtungseinrichtungen bezeichnet, die auf Veränderungen der Umgebung oder der Nutzerwünsche (smart) reagieren. Dabei können smarte Lichtquellen, intelligente LED-Leuchten oder komplexe Lichtmanagementsysteme zum Einsatz kommen. Sie lassen sich in der Regel über eine App oder per Sprachsteuerung auch aus der Ferne steuern.
Die digitale Lichttechnologie ist auf Energieeffizienz und Mehrwerte für den Nutzer ausgelegt. Zu den Funktionalitäten gehören beispielsweise Lichtszenen, Dimmen, Farbwechsel, Einbruchsschutz, Schwarmfunktion der Leuchten und Human Centric Lighting (HCL). In Kombination mit weiteren Smart-Home-Geräten wie Amazon Alexa entstehen Zusatznutzen und Komfort. Beispiel aus dem Smart Home: Wird ein Türsensor mit einer Leuchte gekoppelt, geht das Licht automatisch an, wenn der Bewohner nach Hause kommt. Einbrecher sollen wie durch einen Bewegungsmelder dadurch abgeschreckt werden.

## Lichtsteuerung und Lichtregelung nach Tageslicht
Steuer- und Regelsysteme erhöhen den Beleuchtungskomfort und sparen Energie. Sie sind Instrumente des Lichtmanagements. Automatisches Dimmen oder Abschalten aufgrund der Messung des einfallenden Tageslichts ist Aufgabe der Lichtsteuerung. Bei der Lichtregelung wird vorab die gewünschte Beleuchtungsstärke festgelegt und Kunstlicht in der Menge nachgeregelt, bis die definierte Beleuchtungsstärke erreicht ist.

## Anwesenheitserfassung
Für die Standardanforderung der Anwesenheitserfassung gibt es zwei Sensortechnologien: Passiv-Infrarot-Sensoren (PIR) und Hochfrequenzsensoren (HF). PIR-Sensoren detektieren Wärme von Personen und Fahrzeugen. HF-Sensoren erfassen bewegte Körper ähnlich wie Fledermäuse über ausgesendete Signale und deren Echo.

## Schnittstellen
Kompatible Schnittstellen sind die Grundvoraussetzung für eine vernetzte Gebäudetechnik. In der Beleuchtung ergänzen sich Draht- und Funklösungen. Dazu zählen unter anderem Netzschalter, Phasendimmer, Touch & Dim, analoge Schnittstellen, DALI, DMX und Netzwerkschnittstellen. Häufig eingesetzte Standards für die drahtlose Kommunikation sind ZigBee und EnOcean. Sie ermöglichen die Kommunikation zwischen Schaltern, Sensoren und Zentralen wie Gateways oder Bridges.
Sehr beliebt ist die Bedienung über Sprachsteuerung. Gängige Systeme unterstützen die Steuerung über Apple Siri, Google Assistant und Amazon Echo.

## Status quo
Smart-Home-Anwendungen werden immer beliebter. Am häufigsten genutzt wird dabei die intelligente Steuerung von Beleuchtung. Laut einer repräsentativen Verbraucherumfrage des ZVEI nutzt bereits jeder fünfte Deutsche zu Hause vernetzte Funktionen. Gut 40 Prozent davon steuern Außen- und Innenbeleuchtung – das macht das Licht zum Spitzenreiter, gefolgt von der Heizungssteuerung. Auch die Nutzung im Außenbereich nimmt aktuell zu.